# Yunxi (Yueyang)
Yunxi (chinesisch 云溪区, Pinyin Yúnxī Qū) ist ein chinesischer Stadtbezirk der bezirksfreien Stadt Yueyang in der Provinz Hunan. Yunxi hat eine Fläche von 387,7 km² und zählt 153.657 Einwohner (Volkszählung 2020). Regierungssitz ist die Großgemeinde Yunxi 云溪镇.

## Administrative Gliederung
Auf Gemeindeebene setzt sich der Stadtbezirk aus einem Straßenviertel, fünf Großgemeinden und zwei Gemeinden zusammen. 